# Rozkopaczew
Rozkopaczew (prononciation : [rɔskɔˈpat͡ʂɛf]) est un village polonais de la gmina de Ostrów Lubelski dans le powiat de Lubartów de la voïvodie de Lublin dans l'est de la Pologne.
Il se situe à environ 9 kilomètres au sud d'Ostrów Lubelski (siège de la gmina), 19 kilomètres à l'est de Lubartów (siège du powiat) et 27 kilomètres au nord-est de Lublin (capitale de la voïvodie).
Le village comptait approximativement une population de 1 100 habitants en 2006.

## Histoire
De 1975 à 1998, le village est attaché administrativement à l'ancienne Voïvodie de Lublin.

Depuis 1999, il fait partie de la nouvelle voïvodie de Lublin.